# Kangaroo (cykel)

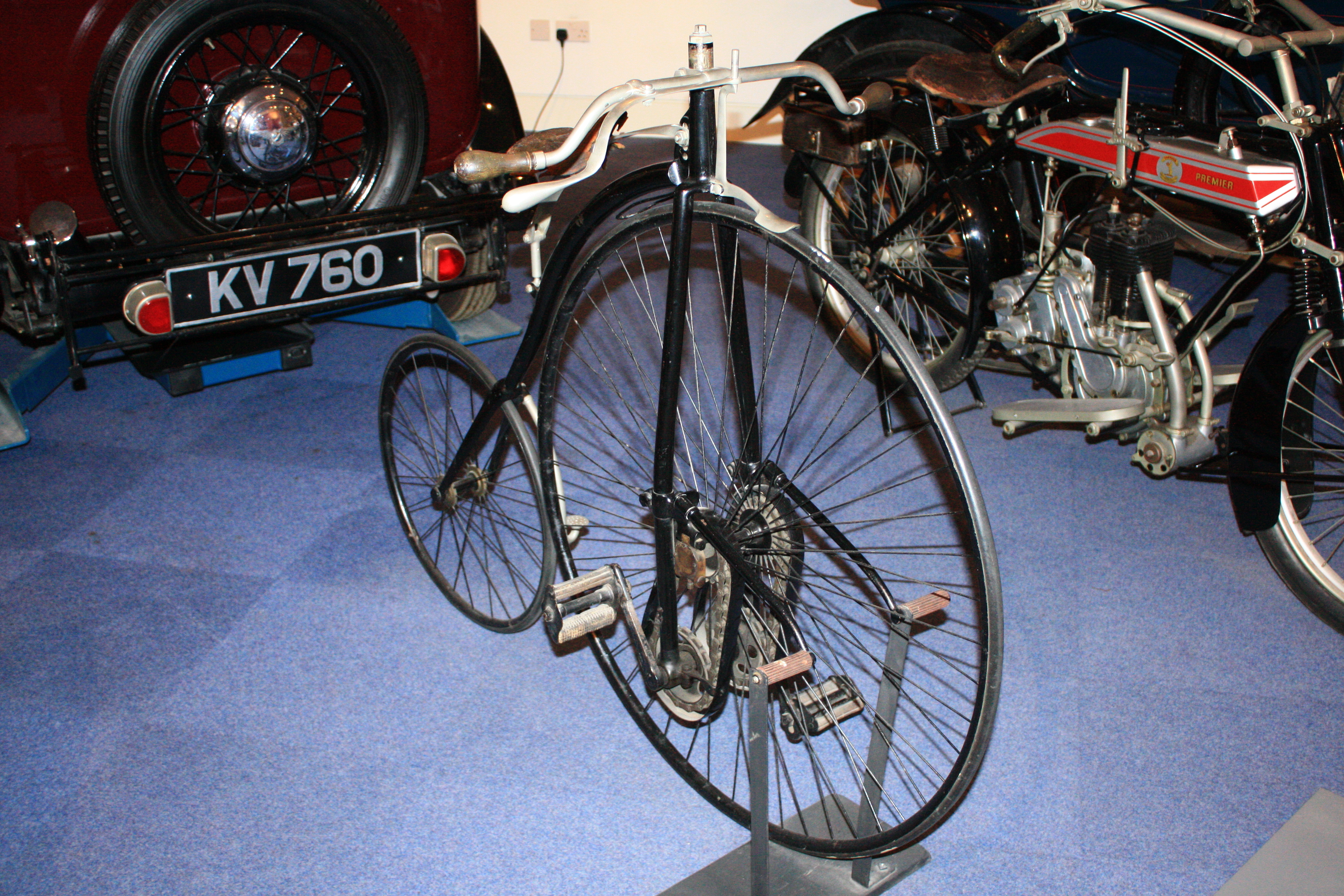
Kangaroo från 1884 i Coventry Transport Museum

Kangaroo var en modifierad variant av höghjulingen, vilken tillverkades i Storbritannien.
Den salufördes från 1884 av Hillman, Herbert, and Cooper Company i Coventry som ett säkrare alternativ till den då förhärskande höghjulingen. Kangaroo-cykeln hade ett drivande framhjul med en diameter på 91,44 centimeter och trampdrev, som växlade upp trampningen till att motsvara de hjul på upp till 1,5 meters diameter, som var det vanliga på höghjulingar.  
Den hade två kedjedrev, ett på var sida av hjulet.
Den bromsades med en skedbroms, en skedformad plåtbit, som var monterad ovanför framhjulet.
Kangaroo överspelades efter kort tid av den modernare säkerhetscykeln, som kom 1885 utvecklades av bland andra John Kemp Starley.